# Jógvan Martin Olsen
Jógvan Martin Olsen, född 10 juli 1961 i Toftir på Färöarna var huvudtränare för Färöarnas herrlandslag i fotboll mellan 2005 och 2008. Han har sedan 2009 varit tränare för Víkingur Gøta.